# Johannes Waldenström
Johannes Waldenström, född den 14 september 1872 i Umeå, död den 14 januari 1963 i Stockholm, var en svensk jurist. Han var son till P.P. Waldenström.
Waldenström avlade juridisk-filosofisk examen 1893 och, efter studier i Tyskland 1895–1896, juris utriusque kandidatexamen 1899. Han tjänstgjorde i Ås och Gäsene häraders domsaga 1899–1900, i Södra Möre domsaga 1900–1903, som tillförordnad häradshövding under 1902 och 1903, i Svea hovrätt och Stockholms rådstugurätt 1903 samt på riksbankens ombudsexpedition 1902–1904. Waldenström bedrev egen advokatverksamhet i Stockholm från 1903. Han är begravd på Lidingö kyrkogård.